# ČT1
ČT1 (також одиничка чеськ. jednička, рідше «ČT jedna») — перший телеканал громадського мовлення Чеського телебачення, (чеськ. Česká televize). Телеканал презентує мейнстрим програм з програмною схемою орієнтовану на сім'ю. ČT1 транслює чеською мовою чеські й іноземні фільми та серіали, новини, розважальні та ігрові програми. Чеське телебачення для виробництва своїх програм використовує три студії в Празі, Брно та Остраві.

## Історія
ČST (чеськ. Československá televize, словац. Československá televízia) починає експериментальне мовлення в колишній Чехословаччині 1 травня 1953 з празького телецентру. Першу регулярну трансляцію розпочато 25 лютого 1954. У 1970 році телеканал було перейменовано на ČST1 і лише від 1975 року трансляція починає бути кольорова. У зв'язку зі федералізацією в Чехословаччині в 1990 році телеканал ČST1 перейменовано на F1.
Після утворення 1 січня 1993 самостійних Чехії та Словаччини F1 розділено на два нові телеканали, а саме, ČT2 для Чехії та STV2 для Словаччини.

## DVB-S, DVB-C, IPTV
Трансляція ČT1 керується так званим «must carry», тому всі супутникові, кабельні й IPTV провайдери зобов'язані у своєму стандартному пакетні пропонувати перший телеканал громадського мовлення Чеського телебачення .

## Цифрове телевізійне мовлення в HD
У ČT1 є власний телевізійний канал ČT1 HD, який транслює зображення у високій чіткості 1080i. T1 трансляції HD програмування з ČT1 через IPTV, цифрове наземне (у кількох місцях) і супутникового (через Astra 3B — DVB-S2 стандарт). HD трансляція доступна також в наземному цифровому мовленні.
Раніше HD трансляція була показаниа на ČT HD, що охоплюють ČT1, ČT2 і ČT4.